# The Forbidden Room
The Forbidden Room é um filme mudo norte-americano de 1914, do gênero drama, dirigido por Allan Dwan e estrelado por Lon Chaney. 
O filme é agora considerado perdido.

## Elenco
- Murdock MacQuarrie - Dr. James Gibson
- Pauline Bush - Irmã de Gibson / sobrinha
- William C. Dowlan - Advogado de acusação
- Lon Chaney - John Morris
- John Burton - Dr. Jarvis